# Остаци старе цркве у Кабашу (Призрен)
Остаци старе цркве у Кабашу (Призрен) налазе се у насељеном месту Кабаш, на територији општине Призрен, на Косову и Метохији. Представљају непокретно културно добро као споменик културе.
Данашњи Кабаш је старо српско село у клисури Коришке реке, које се у средњем веку звало Свети Петар, по чувеној испосници Светог Петра Коришког. У рушевинама цркве су својевремено нађени фрагменти фресака са словенским натписима, док су се на гробљу око цркве налазили надгробни споменици, од којих су најстарији из 15. и 16. века, сада узидани у околне међе.

## Основ за упис у регистар
Решење Покрајинског завода за заштиту споменика културе у Приштини, бр. 979 од 31. 12. 1965. Закон о заштити споменика културе (Сл. гласник НРС бр. 51/59).